# Llista de topònims de Pontons
Llista de topònims (noms propis de lloc) del municipi de Pontons, a l'Alt Penedès
Informació actualitzada per un bot. Els canvis manuals es perdran quan s'actualitzi!

## cova
| imatge | Nom                     | Ubicat a | instància de | Detalls | coordenades                                                         | Protecció | Commons (més fotos) | Dades a WD                    |
| ------ | ----------------------- | -------- | ------------ | ------- | ------------------------------------------------------------------- | --------- | ------------------- | ----------------------------- |
|        | cova d'en Bram          | Pontons  | cova         |         | 41° 24′ 55″ N, 1° 31′ 33″ E / 41.4152068616324°N,1.52596629364981°E |           |                     | Modifica les dades a Wikidata |
|        | cova de la Gatelleta    | Pontons  | cova         |         | 41° 25′ 08″ N, 1° 30′ 04″ E / 41.4188231226669°N,1.50121072660884°E |           |                     | Modifica les dades a Wikidata |
|        | cova del Batlle Vell    | Pontons  | cova         |         | 41° 24′ 32″ N, 1° 31′ 11″ E / 41.408822858747°N,1.51981750302909°E  |           |                     | Modifica les dades a Wikidata |
|        | cova del Mas de Pontons | Pontons  | cova         |         | 41° 26′ 01″ N, 1° 31′ 47″ E / 41.4336920886204°N,1.5296772963406°E  |           |                     | Modifica les dades a Wikidata |
|        | cova del Molinot        | Pontons  | cova         |         | 41° 25′ 16″ N, 1° 30′ 45″ E / 41.4210129606688°N,1.51239676661526°E |           |                     | Modifica les dades a Wikidata |

## curs d'aigua
| imatge | Nom              | Ubicat a                                     | instància de | Detalls                                                 | coordenades | Protecció | Commons (més fotos) | Dades a WD                    |
| ------ | ---------------- | -------------------------------------------- | ------------ | ------------------------------------------------------- | --- | --------- | ------------------- | ----------------------------- |
|        | Foix             | Penedès                                      | curs d'aigua | Desemboca: mar Mediterrània Llarg: 41km Conca: 311.9km² | 41° 27′ 13″ N, 1° 32′ 48″ E / 41.453656°N,1.546799°E 41° 11′ 56″ N, 1° 40′ 36″ E / 41.19897°N,1.676569°E ca:Cubelles |           | Foix River          | Modifica les dades a Wikidata |
|        | riera de Pontons | Pontons Torrelles de Foix Sant Martí Sarroca | curs d'aigua | Desemboca: Foix                                         | 41° 24′ 59″ N, 1° 30′ 59″ E / 41.416447°N,1.516468°E 41° 21′ 23″ N, 1° 39′ 08″ E / 41.356432°N,1.652278°E            |           | Riera de Pontons    | Modifica les dades a Wikidata |

## entitat singular de població
| imatge | Nom                         | Ubicat a | instància de                                   | Detalls | coordenades                                                                  | Protecció | Commons (més fotos) | Dades a WD                    |
| ------ | --------------------------- | -------- | ---------------------------------------------- | ------- | ---------------------------------------------------------------------------- | --------- | ------------------- | ----------------------------- |
|        | Cal Pontonet                | Pontons  | entitat singular de població                   | 22 hab  | 41° 25′ 23″ N, 1° 30′ 11″ E / 41.42301753783°N,1.5030162414221°E 678 msnm    |           |                     | Modifica les dades a Wikidata |
|        | Cal Soler de Roset          | Pontons  | entitat singular de població                   | 8 hab   | 41° 24′ 21″ N, 1° 29′ 38″ E / 41.405784262504°N,1.4938412038369°E 756 msnm   |           |                     | Modifica les dades a Wikidata |
|        | Camp d'Ases                 | Pontons  | entitat singular de població                   | 6 hab   | 41° 25′ 19″ N, 1° 29′ 55″ E / 41.4220417620453°N,1.49868356751279°E 678 msnm |           |                     | Modifica les dades a Wikidata |
|        | Can Cendrós                 | Pontons  | entitat singular de població                   | 8 hab   | 41° 25′ 45″ N, 1° 29′ 28″ E / 41.4292924996974°N,1.49110839710817°E 776 msnm |           |                     | Modifica les dades a Wikidata |
|        | Can Ponç i els Sovals       | Pontons  | entitat singular de població                   | 9 hab   | 41° 25′ 21″ N, 1° 31′ 50″ E / 41.422471885436°N,1.5305517378256°E 663 msnm   |           |                     | Modifica les dades a Wikidata |
|        | Pontons                     | Pontons  | entitat singular de població capital municipal | 219 hab | 41° 24′ 56″ N, 1° 30′ 59″ E / 41.415644°N,1.516525°E 586 msnm                |           |                     | Modifica les dades a Wikidata |
|        | Sapera i el Mas de la Riera | Pontons  | entitat singular de població                   | 50 hab  | 41° 23′ 43″ N, 1° 31′ 26″ E / 41.395366426322°N,1.5239855852115°E 616 msnm   |           |                     | Modifica les dades a Wikidata |
|        | la Ponderosa                | Pontons  | entitat singular de població                   | 98 hab  | 41° 25′ 32″ N, 1° 28′ 49″ E / 41.425420774454°N,1.480223675196°E 751 msnm    |           |                     | Modifica les dades a Wikidata |
|        | la Rectoria                 | Pontons  | entitat singular de població                   | 16 hab  | 41° 24′ 58″ N, 1° 31′ 20″ E / 41.416061458821°N,1.5223205260704°E 628 msnm   |           |                     | Modifica les dades a Wikidata |
|        | la Rimbalda                 | Pontons  | entitat singular de població                   | 28 hab  | 41° 25′ 42″ N, 1° 28′ 48″ E / 41.428304°N,1.480025°E 762 msnm                |           |                     | Modifica les dades a Wikidata |
|        | les Fonts de Sant Bernat    | Pontons  | entitat singular de població                   | 54 hab  | 41° 24′ 50″ N, 1° 30′ 43″ E / 41.413756°N,1.511898°E 646 msnm                |           |                     | Modifica les dades a Wikidata |

## església
| imatge | Nom                                 | Ubicat a | instància de     | Detalls                                   | coordenades                                                                                   | Protecció                                  | Commons (més fotos)                    | Dades a WD                    |
| ------ | ----------------------------------- | -------- | ---------------- | ----------------------------------------- | --------------------------------------------------------------------------------------------- | ------------------------------------------ | -------------------------------------- | ----------------------------- |
|        | Sant Joan de la Muntanya de Pontons | Pontons  | església         | Estil: arquitectura romànica              | 41° 24′ 29″ N, 1° 31′ 30″ E / 41.40801°N,1.525002°E                                           | bé integrant del patrimoni cultural català | Sant Joan de la Muntanya de Pontons    | Modifica les dades a Wikidata |
|        | Sant Miquel del Mas de Pontons      | Pontons  | església capella |                                           | 41° 26′ 06″ N, 1° 32′ 10″ E / 41.4349707422192°N,1.5360039370644°E ca:Mas de Pontons 625 msnm |                                            |                                        | Modifica les dades a Wikidata |
|        | Sant Salvador de la Balma           | Pontons  | església capella | Estil: arquitectura romànica 14th century | 41° 24′ 45″ N, 1° 31′ 57″ E / 41.412614°N,1.532613°E                                          | bé integrant del patrimoni cultural català | Sant Salvador de Pontons               | Modifica les dades a Wikidata |
|        | Santa Magdalena de Pontons          | Pontons  | església         | Estil: arquitectura romànica              | 41° 25′ 03″ N, 1° 31′ 09″ E / 41.417594°N,1.519108°E                                          | bé integrant del patrimoni cultural català | Església de Santa Magdalena de Pontons | Modifica les dades a Wikidata |
|        | la Mercè de Pontons                 | Pontons  | església         |                                           | 41° 24′ 55″ N, 1° 30′ 58″ E / 41.415139°N,1.516238°E                                          | bé integrant del patrimoni cultural català | Església de la Mercè de Pontons        | Modifica les dades a Wikidata |

## font
| imatge | Nom                 | Ubicat a | instància de | Detalls | coordenades                                                         | Protecció | Commons (més fotos) | Dades a WD                    |
| ------ | ------------------- | -------- | ------------ | ------- | ------------------------------------------------------------------- | --------- | ------------------- | ----------------------------- |
|        | font d'Oriola       | Pontons  | font         |         | 41° 25′ 20″ N, 1° 31′ 11″ E / 41.422333838574°N,1.5197850135456°E   |           |                     | Modifica les dades a Wikidata |
|        | font de Cal Xamanet | Pontons  | font         |         | 41° 25′ 20″ N, 1° 29′ 47″ E / 41.4222836150725°N,1.49651204612651°E |           |                     | Modifica les dades a Wikidata |

## indret
| imatge | Nom                | Ubicat a       | instància de | Detalls | coordenades | Protecció | Commons (més fotos) | Dades a WD                    |
| ------ | ------------------ | -------------- | ------------ | ------- | ----------- | --------- | ------------------- | ----------------------------- |
|        | plana dels Avencs  | Pontons Querol | indret       |         |             |           |                     | Modifica les dades a Wikidata |
|        | planes de Ferreres | Pontons Querol | indret       |         |             |           |                     | Modifica les dades a Wikidata |

## jaciment arqueològic
| imatge | Nom                                      | Ubicat a | instància de                   | Detalls | coordenades                                                         | Protecció                                  | Commons (més fotos) | Dades a WD                    |
| ------ | ---------------------------------------- | -------- | ------------------------------ | ------- | ------------------------------------------------------------------- | ------------------------------------------ | ------------------- | ----------------------------- |
|        | Camí del Forn Teuler                     | Pontons  | jaciment arqueològic           |         | 41° 24′ 10″ N, 1° 31′ 47″ E / 41.402866°N,1.529819°E                | bé integrant del patrimoni cultural català |                     | Modifica les dades a Wikidata |
|        | Jaciment neolític de la Cova del Molinot | Pontons  | jaciment arqueològic despoblat |         | 41° 25′ 16″ N, 1° 30′ 38″ E / 41.4211676625001°N,1.51043074945171°E |                                            |                     | Modifica les dades a Wikidata |
|        | la Plana de la Rovira                    | Pontons  | jaciment arqueològic           |         | 41° 25′ 20″ N, 1° 30′ 22″ E / 41.422157°N,1.506248°E 678 msnm       | bé integrant del patrimoni cultural català |                     | Modifica les dades a Wikidata |

## masia
| imatge | Nom                          | Ubicat a | instància de     | Detalls                      | coordenades                                                                                       | Protecció                                            | Commons (més fotos)        | Dades a WD                    |
| ------ | ---------------------------- | -------- | ---------------- | ---------------------------- | ------------------------------------------------------------------------------------------------- | ---------------------------------------------------- | -------------------------- | ----------------------------- |
|        | Ca l'Aulet                   | Pontons  | masia            |                              | 41° 24′ 19″ N, 1° 32′ 04″ E / 41.4052091199145°N,1.53444709944111°E                               |                                                      |                            | Modifica les dades a Wikidata |
|        | Cal Benac                    | Pontons  | masia            |                              | 41° 26′ 00″ N, 1° 32′ 10″ E / 41.4332442932445°N,1.53623423386167°E                               |                                                      |                            | Modifica les dades a Wikidata |
|        | Cal Benet                    | Pontons  | masia            |                              | 41° 23′ 53″ N, 1° 29′ 46″ E / 41.397922036437°N,1.49604499177568°E                                |                                                      |                            | Modifica les dades a Wikidata |
|        | Cal Bessó                    | Pontons  | masia            |                              | 41° 24′ 23″ N, 1° 30′ 30″ E / 41.406520441673°N,1.50822909888581°E                                |                                                      |                            | Modifica les dades a Wikidata |
|        | Cal Bruno                    | Pontons  | masia            |                              | 41° 25′ 24″ N, 1° 31′ 43″ E / 41.4232464114332°N,1.52847698455562°E                               |                                                      |                            | Modifica les dades a Wikidata |
|        | Cal Cantí                    | Pontons  | masia            |                              | 41° 25′ 14″ N, 1° 31′ 25″ E / 41.420492°N,1.523666°E 657 msnm                                     |                                                      |                            | Modifica les dades a Wikidata |
|        | Cal Comes                    | Pontons  | masia            |                              | 41° 26′ 19″ N, 1° 31′ 36″ E / 41.438634067132°N,1.526596310011°E                                  |                                                      |                            | Modifica les dades a Wikidata |
|        | Cal Cosme                    | Pontons  | masia            |                              | 41° 25′ 02″ N, 1° 31′ 13″ E / 41.4171524775756°N,1.52035826943077°E                               |                                                      |                            | Modifica les dades a Wikidata |
|        | Cal Fontena                  | Pontons  | masia            |                              | 41° 25′ 30″ N, 1° 29′ 17″ E / 41.4249729767292°N,1.48797731585634°E                               |                                                      |                            | Modifica les dades a Wikidata |
|        | Cal Jan Poll                 | Pontons  | masia            |                              | 41° 25′ 12″ N, 1° 31′ 09″ E / 41.4199379670489°N,1.51913431630078°E                               |                                                      |                            | Modifica les dades a Wikidata |
|        | Cal Jaume de la Rovira       | Pontons  | masia            |                              | 41° 25′ 12″ N, 1° 30′ 26″ E / 41.4201073491548°N,1.50715231712919°E                               |                                                      |                            | Modifica les dades a Wikidata |
|        | Cal Jimeno                   | Pontons  | masia            |                              | 41° 23′ 53″ N, 1° 31′ 41″ E / 41.3980398632586°N,1.52813667539274°E                               |                                                      |                            | Modifica les dades a Wikidata |
|        | Cal Joan del Pany            | Pontons  | masia            |                              | 41° 24′ 10″ N, 1° 32′ 21″ E / 41.4028274234807°N,1.53910638940485°E                               |                                                      |                            | Modifica les dades a Wikidata |
|        | Cal Llop                     | Pontons  | masia            |                              | 41° 25′ 12″ N, 1° 31′ 27″ E / 41.4199669809842°N,1.52419534462117°E                               |                                                      |                            | Modifica les dades a Wikidata |
|        | Cal Magí de Roset            | Pontons  | masia            |                              | 41° 24′ 13″ N, 1° 30′ 40″ E / 41.4037120346498°N,1.5111525426123°E                                |                                                      |                            | Modifica les dades a Wikidata |
|        | Cal Panyet                   | Pontons  | masia            |                              | 41° 24′ 10″ N, 1° 32′ 10″ E / 41.4027788890508°N,1.53599709163608°E                               |                                                      |                            | Modifica les dades a Wikidata |
|        | Cal Pascal                   | Pontons  | masia            |                              | 41° 25′ 18″ N, 1° 31′ 48″ E / 41.4216624064813°N,1.52998462793998°E                               |                                                      |                            | Modifica les dades a Wikidata |
|        | Cal Pau de la Casota         | Pontons  | masia            |                              | 41° 25′ 14″ N, 1° 31′ 24″ E / 41.4204797287671°N,1.52344182587563°E                               |                                                      |                            | Modifica les dades a Wikidata |
|        | Cal Pavet                    | Pontons  | masia            |                              | 41° 24′ 07″ N, 1° 30′ 10″ E / 41.4020356599964°N,1.5027450333634°E                                |                                                      |                            | Modifica les dades a Wikidata |
|        | Cal Perelló                  | Pontons  | masia            |                              | 41° 25′ 29″ N, 1° 29′ 32″ E / 41.4245977661796°N,1.49233004068954°E                               |                                                      |                            | Modifica les dades a Wikidata |
|        | Cal Perico                   | Pontons  | masia            |                              | 41° 25′ 12″ N, 1° 31′ 11″ E / 41.420051°N,1.519658°E 651 msnm                                     |                                                      |                            | Modifica les dades a Wikidata |
|        | Cal Perico                   | Pontons  | masia            |                              | 41° 25′ 12″ N, 1° 31′ 11″ E / 41.4199645984354°N,1.51980381630078°E                               |                                                      |                            | Modifica les dades a Wikidata |
|        | Cal Peritxó                  | Pontons  | masia            |                              | 41° 25′ 35″ N, 1° 29′ 47″ E / 41.4265240926286°N,1.49636633644893°E                               |                                                      |                            | Modifica les dades a Wikidata |
|        | Cal Pigó                     | Pontons  | masia            |                              | 41° 23′ 54″ N, 1° 29′ 45″ E / 41.3983887072246°N,1.49591460940067°E                               |                                                      |                            | Modifica les dades a Wikidata |
|        | Cal Poll                     | Pontons  | masia            |                              | 41° 25′ 17″ N, 1° 29′ 53″ E / 41.4213417023398°N,1.49818513920609°E                               |                                                      |                            | Modifica les dades a Wikidata |
|        | Cal Pontonet                 | Pontons  | masia            |                              | 41° 25′ 27″ N, 1° 30′ 11″ E / 41.4242802475198°N,1.50319140190717°E                               |                                                      |                            | Modifica les dades a Wikidata |
|        | Cal Suau                     | Pontons  | masia            |                              | 41° 25′ 28″ N, 1° 29′ 34″ E / 41.4245503241848°N,1.49283375176484°E                               |                                                      |                            | Modifica les dades a Wikidata |
|        | Cal Tambor                   | Pontons  | masia            |                              | 41° 25′ 11″ N, 1° 29′ 04″ E / 41.4196663746865°N,1.48445077616594°E                               |                                                      |                            | Modifica les dades a Wikidata |
|        | Cal Tiano                    | Pontons  | masia            |                              | 41° 25′ 11″ N, 1° 31′ 24″ E / 41.4197853010115°N,1.52337379535292°E                               |                                                      |                            | Modifica les dades a Wikidata |
|        | Cal Tiquet dels Carbons      | Pontons  | masia            |                              | 41° 25′ 54″ N, 1° 30′ 51″ E / 41.431664594818°N,1.5141881836767°E                                 |                                                      |                            | Modifica les dades a Wikidata |
|        | Cal Xamanet                  | Pontons  | masia casa forta | Estil: arquitectura romànica | 41° 25′ 17″ N, 1° 29′ 55″ E / 41.421459°N,1.498602°E                                              | bé d'interès cultural bé cultural d'interès nacional | Cal Xamanet (Pontons)      | Modifica les dades a Wikidata |
|        | Can Guixó                    | Pontons  | masia            | Estil: arquitectura romànica | 41° 25′ 12″ N, 1° 29′ 47″ E / 41.420072°N,1.496292°E                                              | bé integrant del patrimoni cultural català           | Can Guixó                  | Modifica les dades a Wikidata |
|        | Can Pla                      | Pontons  | masia            |                              | 41° 23′ 36″ N, 1° 31′ 04″ E / 41.3932939244809°N,1.51768195733841°E                               |                                                      |                            | Modifica les dades a Wikidata |
|        | Can Ponç de Puigborrell      | Pontons  | masia            |                              | 41° 25′ 29″ N, 1° 32′ 09″ E / 41.4246389429711°N,1.5359608341473°E                                |                                                      |                            | Modifica les dades a Wikidata |
|        | Can Soler de Roset           | Pontons  | masia            | Estil: arquitectura popular  | 41° 24′ 19″ N, 1° 30′ 02″ E / 41.405156°N,1.500428°E                                              | bé integrant del patrimoni cultural català           | Can Soler de Roset         | Modifica les dades a Wikidata |
|        | Can Ton de Jan Soler         | Pontons  | masia            |                              | 41° 25′ 16″ N, 1° 29′ 56″ E / 41.4212257890775°N,1.49896562499327°E                               |                                                      |                            | Modifica les dades a Wikidata |
|        | Casa del Diable del Comellar | Pontons  | masia            |                              | 41° 25′ 43″ N, 1° 30′ 48″ E / 41.4286808878816°N,1.5133107738515°E                                |                                                      |                            | Modifica les dades a Wikidata |
|        | Casanova de Sapera           | Pontons  | masia            |                              | 41° 23′ 48″ N, 1° 31′ 24″ E / 41.3966277169447°N,1.52337182541125°E                               |                                                      |                            | Modifica les dades a Wikidata |
|        | Corral Nou                   | Pontons  | masia            |                              | 41° 24′ 40″ N, 1° 32′ 02″ E / 41.4111755418868°N,1.53402583712273°E                               |                                                      |                            | Modifica les dades a Wikidata |
|        | Ferreres                     | Pontons  | masia            |                              | 41° 23′ 42″ N, 1° 29′ 17″ E / 41.3950414336561°N,1.48792969474326°E                               |                                                      |                            | Modifica les dades a Wikidata |
|        | Mas Fonoll                   | Pontons  | masia            |                              | 41° 24′ 08″ N, 1° 30′ 48″ E / 41.4022277264264°N,1.51338760292982°E                               |                                                      |                            | Modifica les dades a Wikidata |
|        | Mas Pontons                  | Pontons  | masia casa forta | Estil: arquitectura barroca  | 41° 26′ 07″ N, 1° 32′ 11″ E / 41.435358°N,1.536431°E ca:Seguint el Camí de l'Església, a uns 4 km | bé d'interès cultural bé cultural d'interès nacional | Mas Pontons                | Modifica les dades a Wikidata |
|        | Mas Xiroi                    | Pontons  | masia            |                              | 41° 25′ 10″ N, 1° 30′ 40″ E / 41.4193316451931°N,1.51123853788068°E                               |                                                      |                            | Modifica les dades a Wikidata |
|        | Mas de la Pujada             | Pontons  | masia            |                              | 41° 23′ 57″ N, 1° 31′ 52″ E / 41.39906996032°N,1.53121167427095°E                                 |                                                      |                            | Modifica les dades a Wikidata |
|        | Masia Peralta                | Pontons  | masia            |                              | 41° 23′ 45″ N, 1° 31′ 43″ E / 41.39595°N,1.52863°E                                                | bé integrant del patrimoni cultural català           |                            | Modifica les dades a Wikidata |
|        | Revell                       | Pontons  | masia            |                              | 41° 23′ 27″ N, 1° 31′ 24″ E / 41.3909610460774°N,1.52328479175177°E                               |                                                      |                            | Modifica les dades a Wikidata |
|        | Sant Joan                    | Pontons  | masia            |                              | 41° 24′ 27″ N, 1° 31′ 36″ E / 41.4074076809373°N,1.52675277583898°E                               |                                                      |                            | Modifica les dades a Wikidata |
|        | Sapera                       | Pontons  | masia            |                              | 41° 23′ 35″ N, 1° 31′ 15″ E / 41.3931920203027°N,1.52096165468055°E                               |                                                      |                            | Modifica les dades a Wikidata |
|        | Soval de Baix                | Pontons  | masia            |                              | 41° 25′ 22″ N, 1° 31′ 50″ E / 41.4227042034203°N,1.53045176202952°E                               |                                                      |                            | Modifica les dades a Wikidata |
|        | Soval de Dalt                | Pontons  | masia            |                              | 41° 25′ 24″ N, 1° 31′ 49″ E / 41.4232768297483°N,1.53015164657035°E                               |                                                      |                            | Modifica les dades a Wikidata |
|        | Torre de Cal Rei             | Pontons  | masia casa forta | Estil: arquitectura romànica | 41° 25′ 18″ N, 1° 30′ 02″ E / 41.4217°N,1.50065°E                                                 | bé d'interès cultural bé cultural d'interès nacional | Torre de Cal Rei (Pontons) | Modifica les dades a Wikidata |
|        | el Forn Teuler               | Pontons  | masia            |                              | 41° 24′ 18″ N, 1° 31′ 36″ E / 41.4049649787649°N,1.52661654908664°E                               |                                                      |                            | Modifica les dades a Wikidata |
|        | el Mas de la Riera           | Pontons  | masia            | Estil: arquitectura popular  | 41° 24′ 06″ N, 1° 32′ 04″ E / 41.401619°N,1.534496°E                                              | bé integrant del patrimoni cultural català           | El Mas de la Riera         | Modifica les dades a Wikidata |
|        | els Sobals                   | Pontons  | masia            | Estil: arquitectura gòtica   | 41° 25′ 23″ N, 1° 31′ 49″ E / 41.423055°N,1.530167°E                                              | bé integrant del patrimoni cultural català           | Els Sobals                 | Modifica les dades a Wikidata |
|        | la Casona                    | Pontons  | masia            |                              | 41° 25′ 00″ N, 1° 31′ 18″ E / 41.4165763230021°N,1.52178328197006°E                               |                                                      |                            | Modifica les dades a Wikidata |
|        | la Plana Molinera            | Pontons  | masia            |                              | 41° 25′ 29″ N, 1° 30′ 37″ E / 41.4247219707315°N,1.51015803279853°E                               |                                                      |                            | Modifica les dades a Wikidata |
|        | la Rimbalda                  | Pontons  | masia            |                              | 41° 25′ 35″ N, 1° 28′ 44″ E / 41.4264666271974°N,1.47897912448039°E                               |                                                      |                            | Modifica les dades a Wikidata |
|        | la Rovira                    | Pontons  | masia            |                              | 41° 25′ 07″ N, 1° 30′ 36″ E / 41.4184868102936°N,1.50998945138121°E                               |                                                      |                            | Modifica les dades a Wikidata |

## molí d'aigua
| imatge | Nom                        | Ubicat a                  | instància de | Detalls                     | coordenades | Protecció                                  | Commons (més fotos)              | Dades a WD                    |
| ------ | -------------------------- | ------------------------- | ------------ | --------------------------- | --- | ------------------------------------------ | -------------------------------- | ----------------------------- |
|        | El Molinot                 | Pontons                   | molí d'aigua | Estil: arquitectura popular | 41° 25′ 50″ N, 1° 32′ 30″ E / 41.430475°N,1.54168°E                                                                              | bé integrant del patrimoni cultural català |                                  | Modifica les dades a Wikidata |
|        | Els Molinots               | Torrelles de Foix Pontons | molí d'aigua | Estil: arquitectura popular | 41° 25′ 49″ N, 1° 32′ 35″ E / 41.4303°N,1.54309°E ca:Camí del Molí de l'Horta, 1 km al nord-oest de cal Rossell de les Bassegues | bé integrant del patrimoni cultural català | Els Molinots (Torrelles de Foix) | Modifica les dades a Wikidata |
|        | Molí de Baix               | Pontons                   | molí d'aigua | Estil: arquitectura popular | 41° 24′ 50″ N, 1° 31′ 39″ E / 41.413988°N,1.527362°E                                                                             | bé integrant del patrimoni cultural català | Molí de Baix (Pontons)           | Modifica les dades a Wikidata |
|        | Molí de Can Soler          | Pontons                   | molí d'aigua |                             | 41° 24′ 19″ N, 1° 30′ 02″ E / 41.4051638889°N,1.50055°E                                                                          | bé integrant del patrimoni cultural català |                                  | Modifica les dades a Wikidata |
|        | Molí de Dalt               | Pontons                   | molí d'aigua | Estil: arquitectura popular | 41° 25′ 00″ N, 1° 30′ 58″ E / 41.416798°N,1.516183°E ca:Camí de l'Església, al costat del nucli urbà                             | bé integrant del patrimoni cultural català | Molí de Dalt (Pontons)           | Modifica les dades a Wikidata |
|        | Molí del Mas Riera         | Pontons                   | molí d'aigua |                             | 41° 24′ 11″ N, 1° 32′ 09″ E / 41.403117°N,1.535748°E                                                                             | bé integrant del patrimoni cultural català |                                  | Modifica les dades a Wikidata |
|        | Molí del Mig               | Pontons                   | molí d'aigua |                             | 41° 24′ 52″ N, 1° 31′ 26″ E / 41.41451°N,1.523844°E                                                                              | bé integrant del patrimoni cultural català |                                  | Modifica les dades a Wikidata |
|        | Molí del Pont de les Mines | Pontons                   | molí d'aigua |                             | | bé integrant del patrimoni cultural català |                                  | Modifica les dades a Wikidata |

## muntanya
| imatge | Nom                      | Ubicat a                                          | instància de | Detalls | coordenades                                                         | Protecció | Commons (més fotos) | Dades a WD                    |
| ------ | ------------------------ | ------------------------------------------------- | ------------ | ------- | ------------------------------------------------------------------- | --------- | ------------------- | ----------------------------- |
|        | Puig Jugador             | Querol Pontons                                    | muntanya     |         | 41° 24′ 06″ N, 1° 29′ 27″ E / 41.4018°N,1.49089°E 806.1 msnm        |           |                     | Modifica les dades a Wikidata |
|        | Puig Torrat              | Pontons                                           | muntanya     |         | 41° 24′ 42″ N, 1° 31′ 05″ E / 41.41161667°N,1.51792444°E 678.4 msnm |           |                     | Modifica les dades a Wikidata |
|        | Puig de Mas Fonoll       | Pontons                                           | muntanya     |         | 41° 24′ 04″ N, 1° 30′ 32″ E / 41.40105556°N,1.50897222°E 816.8 msnm |           |                     | Modifica les dades a Wikidata |
|        | Puig de Solanes          | la Llacuna Pontons Querol                         | muntanya     |         | 41° 26′ 09″ N, 1° 29′ 45″ E / 41.4359°N,1.49579°E 914 msnm          |           |                     | Modifica les dades a Wikidata |
|        | Puig de l'Àliga          | Torrelles de Foix el Montmell Aiguamúrcia Pontons | muntanya     |         | 41° 23′ 07″ N, 1° 32′ 13″ E / 41.3854°N,1.53699°E 701.5 msnm        |           |                     | Modifica les dades a Wikidata |
|        | Puig de les Agulles      | Pontons                                           | muntanya     |         | 41° 26′ 10″ N, 1° 31′ 24″ E / 41.43602778°N,1.52336111°E 841.5 msnm |           |                     | Modifica les dades a Wikidata |
|        | Puig del Mas de la Riera | Pontons                                           | muntanya     |         | 41° 23′ 50″ N, 1° 32′ 11″ E / 41.3972°N,1.53651°E 667.3 msnm        |           |                     | Modifica les dades a Wikidata |
|        | Roques de Cova Negra     | Pontons                                           | muntanya     |         | 41° 24′ 06″ N, 1° 31′ 32″ E / 41.4016°N,1.52547°E 727.3 msnm        |           |                     | Modifica les dades a Wikidata |
|        | Roques de Sapera         | Pontons                                           | muntanya     |         | 41° 23′ 49″ N, 1° 30′ 52″ E / 41.3969°N,1.51431°E 804.4 msnm        |           |                     | Modifica les dades a Wikidata |
|        | Roques del Pany          | Torrelles de Foix Pontons                         | muntanya     |         | 41° 24′ 18″ N, 1° 32′ 23″ E / 41.40491667°N,1.53977778°E 572.9 msnm |           |                     | Modifica les dades a Wikidata |
|        | Turó de Cal Pontonet     | Pontons                                           | muntanya     |         | 41° 25′ 13″ N, 1° 30′ 25″ E / 41.42016667°N,1.50680556°E 671.7 msnm |           |                     | Modifica les dades a Wikidata |
|        | Turó de Sant Joan        | Pontons                                           | muntanya     |         | 41° 24′ 28″ N, 1° 31′ 28″ E / 41.40788333°N,1.52449444°E 737.3 msnm |           |                     | Modifica les dades a Wikidata |
|        | Turó de l'Horta          | Torrelles de Foix Pontons                         | muntanya     |         | 41° 26′ 10″ N, 1° 32′ 47″ E / 41.436°N,1.54642°E 657.1 msnm         |           |                     | Modifica les dades a Wikidata |

## serra
| imatge | Nom                  | Ubicat a | instància de | Detalls | coordenades                                                         | Protecció | Commons (més fotos) | Dades a WD                    |
| ------ | -------------------- | -------- | ------------ | ------- | ------------------------------------------------------------------- | --------- | ------------------- | ----------------------------- |
|        | Muntanya de Ferreres | Pontons  | serra        |         | 41° 23′ 53″ N, 1° 29′ 30″ E / 41.39802778°N,1.49155556°E 821.8 msnm |           |                     | Modifica les dades a Wikidata |
|        | Serral de l'Abellar  | Pontons  | serra        |         | 41° 25′ 46″ N, 1° 29′ 58″ E / 41.4295°N,1.49933°E 913.9 msnm        |           |                     | Modifica les dades a Wikidata |
|        | serra Mitjana        | Pontons  | serra        |         | 41° 25′ 47″ N, 1° 30′ 39″ E / 41.42986111°N,1.51075°E 784.9 msnm    |           |                     | Modifica les dades a Wikidata |

## àrea protegida
| imatge | Nom                   | Ubicat a | instància de                                  | Detalls                       | coordenades                                         | Protecció | Commons (més fotos)   | Dades a WD                    |
| ------ | --------------------- | --- | --------------------------------------------- | ----------------------------- | --------------------------------------------------- | --------- | --------------------- | ----------------------------- |
|        | Capçaleres del Foix   | Torrelles de Foix Mediona Font-rubí Pontons la Llacuna                                                                                               | àrea protegida àrea protegida Natura 2000     | 1992 Superfície: 2183.78912ha | 41° 26′ 51″ N, 1° 35′ 38″ E / 41.447588°N,1.59399°E |           | Capçaleres del Foix   | Modifica les dades a Wikidata |
|        | el Montmell-Marmellar | el Montmell la Bisbal del Penedès Sant Jaume dels Domenys Castellví de la Marca Torrelles de Foix Sant Martí Sarroca Pontons Aiguamúrcia Vila-rodona | àrea protegida Pla d'Espais d'Interès Natural | 1992 Superfície: 9362.41836ha | 41° 20′ N, 1° 31′ E / 41.33°N,1.51°E                |           | El Montmell-Marmellar | Modifica les dades a Wikidata |

## Misc
| imatge | Nom                               | Ubicat a | instància de      | Detalls                             | coordenades                                                                     | Protecció                                            | Commons (més fotos)                 | Dades a WD                    |
| ------ | --------------------------------- | -------- | ----------------- | ----------------------------------- | ------------------------------------------------------------------------------- | ---------------------------------------------------- | ----------------------------------- | ----------------------------- |
|        | Ca la Senyora                     | Pontons  | casa              | Estil: arquitectura del Renaixement | 41° 24′ 55″ N, 1° 31′ 02″ E / 41.415396°N,1.517315°E ca:Carrer de Vilafranca, 2 | bé integrant del patrimoni cultural català           | Ca la Senyora (Pontons)             | Modifica les dades a Wikidata |
|        | Castell Nou de Pontons            | Pontons  | castell           | Estil: arquitectura romànica        | 41° 24′ 28″ N, 1° 31′ 28″ E / 41.4079°N,1.52443°E 720 msnm                      | bé d'interès cultural bé cultural d'interès nacional | Sant Joan de la Muntanya de Pontons | Modifica les dades a Wikidata |
|        | Forn de calç de la Font del Ferro | Pontons  | forn de calç      | Estil: arquitectura popular         |                                                                                 | bé integrant del patrimoni cultural català           |                                     | Modifica les dades a Wikidata |
|        | Granges de Sant Joan              | Pontons  | granja            |                                     | 41° 24′ 31″ N, 1° 31′ 42″ E / 41.4085180602822°N,1.52835479979706°E             |                                                      |                                     | Modifica les dades a Wikidata |
|        | Pont de les Mines                 | Pontons  | pont              |                                     | 41° 24′ 36″ N, 1° 31′ 49″ E / 41.410037141341°N,1.53022284283514°E              |                                                      |                                     | Modifica les dades a Wikidata |
|        | avenc del Batlle Vell             | Pontons  | avenc             |                                     | 41° 24′ 33″ N, 1° 31′ 19″ E / 41.4090678800584°N,1.5220612030685°E              |                                                      |                                     | Modifica les dades a Wikidata |
|        | casa consistorial de Pontons      | Pontons  | casa consistorial |                                     | 41° 24′ 57″ N, 1° 31′ 01″ E / 41.4157878°N,1.5169067°E                          |                                                      | Town hall of Pontons                | Modifica les dades a Wikidata |
|        | castell vell de Pontons           | Pontons  | edifici històric  |                                     | 41° 24′ 12″ N, 1° 30′ 34″ E / 41.403285443139°N,1.5094507821348°E               |                                                      |                                     | Modifica les dades a Wikidata |